# تله آدم‌گیر
تلۀ آدم‌گیر (انگلیسی: Mantrap) یک فیلم صامت سیاه و سفید به کارگردانی ویکتور فلمینگ است که در سال ۱۹۲۶ منتشر شد. از بازیگران آن می‌توان به کلارا بو، جوزفین کرول، پرسی مارمونت، یوجین پلت و فورد استرلینگ اشاره کرد. این فیلم بر اساس رمانی به همین نام اثرِ سینکلر لوئیس ساخته شده است.